# Le Morne-Vert
Le Morne-Vert è un comune francese di 1.887 abitanti situato nel dipartimento d'oltre mare della Martinica.